# Liga 2 (Irán)
La segunda división del fútbol iraní (en persa: ليگ دسته دوم ایران‎) es la tercera división de fútbol más alta en general en el sistema de ligas de fútbol iraní. Antes de 2001, la liga de segunda división era la segunda división más alta en el sistema de ligas de fútbol iraní, sin embargo, esto se cambió a la tercera división más alta cuando la estructura del fútbol de Irán se convirtió oficialmente en profesional.
La liga consta de dos grupos de catorce equipos que se enfrentan dos veces en un formato de local y visitante. Los equipos en primer y segundo lugar de cada grupo ascienden automáticamente a la Liga Azadegan. Los dos últimos equipos de ambos grupos son relegados automáticamente a la 3ª división.
Si los equipos en los lugares de ascenso o descenso están empatados en términos de puntos, se jugará una serie de local y visitante. El equipo con la mejor puntuación global evitará el descenso o ganará el ascenso.
A veces, estas reglas no se siguen exactamente. Por ejemplo, en la temporada 2005-06, Deihim Ahvaz debería haber sido relegado, pero Nozhan Mazandaran, a pesar de terminar por delante de Deihim, fue relegado debido a la mala situación financiera del club. Además, el número de equipos en cada grupo se incrementó de doce a catorce esta temporada.

## Formato
El campeonato está formado por 2 grupos de 14 equipos cada uno. Los equipos, reunidos en 2 grupos al estilo italiano, se enfrentan en partidos en casa y fuera. Los 2 primeros clasificados de cada grupo obtienen el ascenso a la Liga Azadegan, la segunda división nacional. Los 2 últimos clasificados de cada grupo descienden a Tercera División.
A lo largo de los años, el número de equipos que participan en el campeonato ha variado continuamente:
- 12 clubes: 2002-2003
- 24 clubes: 2003-2004
- 20 clubes: 2004-2005
- 24 clubes: 2005-2006
- 28 clubes: 2006-2008
- 36 clubes: 2008-2010
- 32 clubes: 2010-2011
- 28 clubes: 2011-2014
- 40 clubes: 2014-2016
- 37 clubes: 2016-2017
- 33 clubes: 2017-2018
- 26 clubes: 2018-2019

## Campeones de la Liga
Lista de campeonatos desde 1972 hasta la actualidad.

### Como la segunda división de fútbol más alta de Irán, 1972-1979
- 1972–73: Esteghlal Ahvaz Football Club
- 1973–74: Sepahan Sport Club
- 1974–75: Tractor Sazi FC
- 1975–76: Machine Sazi Football Club
- 1976–77: Rah Ahan Yazdan F.C.
- 1977–78: FC Aboomoslem
- 1978–79:  no terminó

### Como la segunda división de fútbol más alta de Irán, 1990-2001
- 1990–91: Malavan FC (A), FC Aboomoslem (B),  Taam Esfehan (C), Esteghlal Ahvaz Football Club (D)
- 1991–92: Bargh Shiraz Football Club
- 1992–93: Chooka Talesh F.C.
- 1993–94: Naft Ghaemshahr F.C.
- 1994–95: Bahman FC
- 1995–96: Payam Khorasan F.C. (A) y Sanat Naft Abadan FC (B)
- 1996–97: Fajr Sepasi FC
- 1997–98: Malavan FC
- 1998–99: Bahman FC
- 1999–00: Bargh Shiraz Football Club
- 2000–01: FC Aboomoslem

### Como la tercera división de fútbol más alta de Irán, 2001 — Presente
- 2001–02: Desconocido
- 2002–03: Shahid Ghandi Yazd F.C.
- 2003–04: Sanati Kaveh Tehran F.C. (Grupo Nacional) y Pasargad Tehran F.C. (Grupos de Región / Norte) y Deyhim Ahvaz (Grupos de Región / Sur)
- 2004–05: Shahrdari Langarud F.C.  (A) y Pegah Khozestan F.C. (B)
- 2005–06: Pegah Tehran (A) y Etka Gorgan F.C. (B)
- 2006–07: Sepahan Novin F.C. (A) y Bargh Tehran F.C. (B)
- 2007–08: Aluminium Hormozgan F.C.
- 2008–09: Sanati Kaveh Tehran F.C. (A) y Mes Sarcheshmeh (B)
- 2009–10: Sepidrood Rasht SC
- 2010–11: Esteghlal Jonoub Tehran S.C.
- 2011–12: Esteghlal Ahvaz Football Club
- 2012–13: Naft va Gaz Gachsaran F.C. (A) y Siah Jamegan F.C. (B)
- 2013–14: Shahrdari Ardabil F.C. (A) y Etka Gorgan F.C. (B)
- 2014–15: Aluminium Arak F.C.
- 2015–16: Gol Reyhan Alborz F.C. (A) y Sepidrood Rasht SC (B)
- 2016–17: Shahrdari Tabriz F.C. (A) y Shahrdari Mahshahr C.S.C. (B)
- 2017–18: Karoon Arvand Khorramshahr (A) y Shahin Bushehr F.C. (B)
- 2018–19: Khooshe Talaei Saveh F.C.
- 2019–20: Chooka Talesh F.C.
- 2020–21: Mes Shahr-e Babak Kerman F.C.

- Datos: Q10881724